# Холуново
Холуно́во (рос. Холуново) — село у складі Слободського району Кіровської області, Росія. Входить до складу Озерницького сільського поселення.
Раніше називалось присілок Юксеєво.
Населення становить 75 осіб (2010, 79 у 2002).
Національний склад станом на 2002 рік — росіяни 95 %.